# 大磨拐河组
大磨拐河组是位于中国内蒙古喜桂图旗一带的下白垩世地层，1951年由刘国昌等命名。该地层以深灰色泥岩、粉砂岩、砂岩（上部），灰色砾岩、砂砾岩（下部）为主，间夹砾岩、煤层或煤线（上部），粉砂岩、凝灰质粗砂岩（下部）。